# Szlovákia és az euró
Szlovákiában az euró 2009. január 1-jén váltotta fel a koronát. A volt szocialista országok közül Szlovákia Szlovénia után másodikként vezette be az eurót. Az Európai Unió azon tagállamai közé tartozik, amelyek a csatlakozásuk után viszonylag hamar bevezették az eurót (4 és fél évvel EU-csatlakozása után).

## Története
Szlovákia 2004-ben csatlakozott az Európai Unióhoz. Miután Szlovákia teljesítette a maastrichti feltételeket, a szlovák korona az ERM II részévé vált 2005. november 28-ától. A Szlovák Nemzeti Bank (NBS) 2008. április 1-jén jelentette be a korona bevonásának tervét. Az Európai Bizottság 2008. május 8-án hagyta jóvá kérelmüket, így 2009. január 1-jén Szlovákia hivatalos fizetőeszköze az euró lett.
Sokan a szlovák gazdaság javulását várják a közeljövőben a váltásnak köszönhetően. A szlovák koronát január 16-áig voltak kötelesek elfogadni az üzletekben. Szlovákia a 16. állam, melynek pénze az euró. Ez azt jelenti, hogy 2009. január 1-jétől az EU 499,7 millió polgárából már 328,6 millió használja nemzeti fizetőeszközként az eurót.
Robert Fico Pozsonyban igen, Pavol Paska házelnök Kassán hajnali egy előtt nem tudott eurót kivenni a bankautomatákból. Kicsit később egy másik automatánál neki is sikerült. A bankautomaták teljes körűen január 2-ától működnek. Az úgynevezett euró startcsomag biztosította, hogy 1,2 milliárd szlovák korona értékben legyen eurójuk még 2008 decemberében a lakosoknak. Így a szilveszter alkalmával már euróban is fizettek Szlovákiában. 500 korona értékűek voltak egyenként a csomagok. A pozsonyi Fő téren nagy ünnepi keretek között köszöntötték a 2009-es évet. Négy hatalmas léggömböt engedtek a levegőbe, kettőn az euró, kettőn a régi szlovák korona jelképe volt látható.

## A szlovák euróérmék
Nyilvános pályázat keretében 2005 elején 10 tervező készíthetett terveket a nemzeti bank felkérésére az érmék szlovák oldaláról. 2005 novemberében a Szlovák Nemzeti Bank által hirdetett nyilvános szavazás keretében több terv közül az első 10 sorrendjét választották ki. A legnépszerűbb a szlovák címer, második a Kriván hegycsúcs, harmadik a pozsonyi vár lett. Ezen az 1, 2, 5 centeseknek még nem a végső rajzolata, a nagyobb címletek pedig 2008-as évszámmal szerepelt. A hivatkozáson az érmék kék háttérben láthatók.
2006. november 21-én a szlovák jegybank kibocsátotta a végleges rajzolatot. Az 1, 2, 5 centes érmék kissé megváltoztak, a nagyobbak csak az évszámban. Az érméken a 2009-es évszám mellett már a tervezők neve és a verdejel (Körmöcbánya) is ábrázolva van.
| 1 cent                                                      | 2 cent  | 5 cent                                          |
| ----------------------------------------------------------- | ------- | ----------------------------------------------- |
|                                                             |         |                                                 |
| A Kriván csúcsa a Magas-Tátrában, tervezte: Drahomír Zobek. |         |                                                 |
| 10 cent                                                     | 20 cent | 50 cent                                         |
|                                                             |         |                                                 |
| A pozsonyi vár, tervezte Ján Černaj és Pavol Károly.        |         |                                                 |
| 1,00 €                                                      | 2,00 €  | 2 € oldalának bordázata                         |
|                                                             |         | "SLOVENSKÁ REPUBLIKA", két csillag, hársfalevél |
| Szlovák címer a kettőskereszttel, tervezte: Ivan Řehák.     |         |                                                 |

## Lásd még
- Maastrichti szerződés
- Eurózóna